# 건지 관할구
건지 행정관 관할구(Bailiwick of Guernsey) 또는 건지 관할구는 건지섬과 올더니섬, 사크섬의 3개 지역으로 이루어진 행정구역이다. 저지섬과 함께 채널 제도를 이룬다.

## 행정 구역
12개의 구(parish)로 나뉘어 있다. 자치적인 지역인 올더니섬, 사크섬은 별개의 구이고, 본토인 건지섬은 10개구로 나뉜다.